# Barrie Mabbott
James Barrie Mabbott (født 19. november 1960 i Carterton, New Zealand) er en newzealandsk tidligere roer.
Mabbott var en del af den newzealandske firer med styrmand, der vandt bronze ved OL 1984 i Los Angeles. Bådens øvrige besætning var Kevin Lawton, Don Symon, Ross Tong og styrmand Brett Hollister. I finalen blev newzealændernes båd besejret af Storbritannien, der vandt guld, og af USA, der fik sølv. Det var den eneste udgave af OL, Mabbott deltog i.
Mabbott var desuden en del af den newzealandske otter, der vandt VM-guld i 1983.

## OL-medaljer
- 1984:  Bronze i firer med styrmand